# Pieter Desmet
Pieter Desmet (Kortrijk, 7 juni 1983) is een Belgische voormalige atleet, gespecialiseerd in de 3000 m steeple en het veldlopen. Hij werd tweemaal Belgisch kampioen op de steeple en eenmaal Belgisch kampioen op de cross.

## Biografie
Desmet behaalde al vijftien internationale selecties voor de Europese kampioenschappen en de wereldkampioenschappen met als hoogtepunt een bronzen medaille op de Europese kampioenschappen U23 in het Duitse Erfurt achter de Pool Radoslaw Poplawski en de Turk Halil Akkas.
In Heusden-Zolder kwalificeerde hij zich in 2007 op de 3000 m steeple met een persoonlijk record van 8.15,02 voor de wereldkampioenschappen. Deze tijd is goed voor de tweede Belgische tijd ooit na William Van Dijck. Op de wereldkampioenschappen in Osaka werd hij uitgeschakeld in de series met 8.55,99. Een jaar later sneuvelde hij bij de Olympische Spelen van 2008 in Peking eveneens in de series.
Desmet is afgestudeerd aan de topsportschool te Hasselt in 2001 (ASO - wetenschappen-topsport). Van 1 november 2001 tot eind oktober 2009 was hij professioneel atleet bij Atletiek Vlaanderen. Hij was aangesloten bij Atletiek Zuid West, de club van o.a. Hans Omey en Lander Tijtgat en stapte in 2008 over naar Olympic Essenbeek Halle. Vanaf 2010 kwam hij uit voor Cercle Athlétique Brabant Wallon.

## Belgische kampioenschappen
| Onderdeel                 | Jaar       |
| ------------------------- | ---------- |
| 3000 m steeple            | 2004, 2007 |
| veldlopen (lange afstand) | 2006       |

## Persoonlijke records
| Onderdeel      | Prestatie | Datum            | Plaats         |
| -------------- | --------- | ---------------- | -------------- |
| 1500 m         | 3.50,73   | 15 augustus 2003 | Nijvel         |
| 3000 m         | 8.05,20   | 30 augustus 2003 | Tessenderlo    |
| 5000 m         | 14.15,55  | 24 mei 2003      | Nijmegen       |
| 10.000 m       | 28.33,44  | 4 mei 2008       | Palo Alto      |
| 2000 m steeple | 5.32,15   | 19 mei 2007      | Herrera        |
| 3000 m steeple | 8.15,02   | 28 juli 2007     | Heusden-Zolder |

## Palmares

### 3000 m
- 2002:  Guldensporenmeeting in Kortrijk - 8.14,79
- 2006:  Meeting International de Nivelles - 8.00,05

### 5000 m
- 2005: 6e in finale Europacup (Leiria/Portugal)

### 3000 m steeple
- 2001: 8e in finale EK junioren (Grosseto/Italië)
- 2002: 8e in serie WK junioren (Kingston/Jamaica)
- 2003: 7e in serie EK beloften (Bydgozsz/Polen)
- 2004:  BK AC in Brussel
- 2005:  EK beloften (Erfurt/Duitsland)
- 2005: 13e in serie WK (Helsinki/Finland)
- 2006: 8e in serie EK (Göteborg/Zweden)
- 2007:  BK AC in Brussel
- 2007: 11e in serie WK (Osaka/Japan)
- 2008: 11e in serie OS (Peking/China)
- 2009: 12e in serie WK
- 2009: 12e Memorial Van Damme

### veldlopen
- 2001: 37e WK junioren (Oostende) - 27.32
- 2001: 49e EK junioren (Thun) - 20.31
- 2002: 76e WK junioren(Dublin) - 26.18
- 2002: 4e EK junioren(Medulin) - 18.35
- 2003: 53e EK (Edinburgh) - 32.52
- 2003: 64e WK (Brussel) - 38.58
- 2004: 52e EK (Heringsdorf) - 29.15
- 2006:  BK lange afstand (Oostende) - 33.04
- 2006: 21e EK (San Giorgio) - 28.45
- 2007: 13e EK (Toro) - 32.20
- 2008: 5e EK (Brussel) - 31.19
- 2008:  Warandeloop - 30.55
- 2009:  BK (Oostende) - 30.58
- 2009: 21e EK (Dublin) - 32.16
- 2010:  BK (Oostende) - 29.52
- 2011: 28e EK (Velenje) - 30.01